# Distretto municipale di Mfantseman
Il distretto municipale di Mfantseman (ufficialmente Mfantsiman Municipal District, in inglese è un distretto che si snoda lungo la costa della Regione Centrale del Ghana per circa 21 km, con un'area complessiva di 533 km² e una popolazione di 144 332 persone (dato del 2010). La capitale è Saltpond. Il distretto è ricco di risorse minerarie, inclusi metalli preziosi, ed è tuttavia uno dei più poveri della Regione Centrale. Il governatore attuale del distretto (District Chief Executive) è Robert Quainoo Arthur. Il codice ISO 3166 è GH-CP-MF.
Le principali località del distretto:
- Mankesim
- Saltpond
- Anomabo
- Biriwa
- Kormantse
- Narkwa
- Tantum (Otuam)
- Abandze
- Balfikrom
- Kyeakor
- Abeadze-Dominase
- Yamoransa
- Immuna
- Ekumpoanu
- Essarkyir Abor
- Eyisam
- Essueshia
- Ekrawfo